# الکساندر اسکیبا
الکساندر اسکیبا (انگلیسی: Aleksander Skiba؛ ۲۶ فوریهٔ ۱۹۴۵ – ۷ سپتامبر ۲۰۰۰) یک بازیکن والیبال اهل لهستان بود.